# Pablo Bueno
Pablo Sebastián Bueno (General Roca, Argentina, 30 de marzo de 1990) es un futbolista argentino. Juega como delantero y su equipo actual es Los Chankas CYC de la Liga 1 del Perú.

## Trayectoria
Inició su trayectoria en el Club Argentinos del Norte de General Roca (Río Negro) y continuó su formación futbolística en la CAI de Comodoro Rivadavia (Chubut), y con edad de 15 años fue acercado a Defensa y Justicia, donde debutó en el primer equipo un 1 de diciembre de 2007 en un partido ante Chacarita Juniors, en el que también convirtiera su primer gol como profesional.
Jugaría en Defensa y Justicia durante cuatro temporadas y media, jugando un total de 25 partidos, convirtiendo 6 goles.
En el 2012, sería cedido a préstamo a Flandria, club que militaba en la Primera “B” Metropolitana y donde jugó durante todo el año 2012 y en el primer semestre del 2013. En su primer ciclo jugó 20 partidos y convirtió 7 goles. Durante la Temporada 2012/2013 participó de 37 encuentros y marcó 7 goles. En total, en Flandria jugó 57 partidos y marcó 14 goles
Siempre con el pase en poder de Defensa y Justicia, fue cedido nuevamente a préstamo a Defensores de Belgrano, durante la última temporada jugó 39 partidos y marcó 8 goles, convirtiéndose en el goleador del equipo que le tocó por desgracia descender a la Primera División “C”.
En el segundo semestre del 2014, el Club Atlético Platense, lo compra para afrontar la nueva temporada de la Primera B Metropolitana. en la temporada 2015 ficha por el Club Atlético Gimnasia y Esgrima (Jujuy), jugandoen Campeonato de Primera B Nacional, en el 2016 ficha por el Flandria, y en la temporada 2018/19 se marcha al Club Almirante Brown. Y la temporada se macha al Jaguares de Córdoba equipo de la Categoría Primera A, la máxima categoría del futbol colombiano, en el año 2021 se marcha a otro equipo colombiano el Alianza Petrolera. A principios del 2024 se marcha a la liga peruana, siendo fichado por el Sport Boys Association.Con el equipo rosado realizó una buena temporada, siendo el goleador del equipo con un total de 11 goles, dejando una muy buena impresión.

## Clubes
Actualizado de acuerdo al último partido jugado el 26 de mayo de 2024.
| Club                        | País                | Año                 | PJ  | Goles |
| --------------------------- | ------------------- | ------------------- | --- | ----- |
| Defensa y Justicia          | Argentina           | 2007 - 2011         | 25  | 6     |
| Flandria                    | Argentina           | 2012 - 2013         | 57  | 14    |
| Defensores de Belgrano      | Argentina           | 2013 - 2014         | 39  | 8     |
| Platense                    | Argentina           | 2014                | 17  | 4     |
| Gimnasia y Esgrima de Jujuy | Argentina           | 2015                | 33  | 4     |
| Flandria                    | Argentina           | 2016 - 2018         | 71  | 9     |
| Almirante Brown             | Argentina           | 2018 - 2019         | 33  | 9     |
| Jaguares de Córdoba         | Colombia            | 2019 - 2021         | 47  | 8     |
| Alianza Petrolera           | Colombia            | 2021 - 2023         | 63  | 15    |
| Sport Boys                  | Perú                | 2024                | 29  | 11    |
| Los Chankas                 | Perú                | 2025-act            | 0   | 0     |
| Total en su carrera         | Total en su carrera | Total en su carrera | 400 | 93    |